# 赞吉王朝
赞吉王朝（英語：Zengid dynasty，1127年–1262年），亦称努尔王朝、曾吉王朝，是一个乌古斯人穆斯林王朝，于12世纪至13世纪占领叙利亚和伊拉克北部地区。赞吉王朝由伊马德丁·赞吉于1127年建立，其子努爾丁（1146–1174在位）继其父捍卫伊斯兰教的事业，在抗击十字军的斗争中取得重大胜利。1151–1164年，努尔丁同其兄组成联军，夺取十字军建立的埃德萨伯国、大马士革和安条克公国的一部分，俘虏埃德萨伯国统治者乔治林二世、的黎波里伯国的统治者雷蒙三世和安條克公國的统治者博希蒙德三世，从而遏制十字军的大规模进攻。

## 历史

### 创立
伊马德丁·赞吉是阿勒颇前总督的儿子，由于他的父亲因為叛国罪被斩首，赞吉很小就被摩苏尔总督卡布卡接纳抚养。由于赞吉帮助其苏丹马哈茂德二世抵抗阿拔斯王朝第二十九代哈里发穆斯塔尔希德，在1127和1128年，赞吉分别成为阿勒颇和摩苏尔的阿德貝格。在整併他麾下的两个城市后，赞吉建立以他自己为名的王朝-赞吉王朝。
1130年，为延伸自己的控制区域，赞吉假借联合抵抗十字军的借口与布里迪王朝结盟。赞吉依靠这个便利绑架布里迪王朝统治者布里的儿子，更率军占据哈马。为将自己的儿子赎回，布里不得不向赞吉支付五万第纳尔。1144年，赞吉率军攻佔十字军占领的埃德萨城，标志穆斯林反击十字军时期的开始。1146年，赞吉去世时，王朝领有叙利亚大部和美索不达米亚，成为强大的穆斯林王朝。他死后其子平分王朝的领地。长子赛福丁·加齐袭用阿德貝格称号，以摩苏尔为首府，领有美索不达米亚，次子努尔丁·马哈茂德以阿勒颇为首府，领有叙利亚地区。

### 壮大
1164年，努尔丁应埃及法蒂玛王朝哈里发之请援，遣派将领谢尔库赫及其侄萨拉丁率军到埃及迎战十字军，多次取得胜利，后叔侄二人先后任法蒂玛王朝大臣。1171年，萨拉丁推翻法蒂玛王朝，在埃及建立阿尤布王朝，但名義上仍然臣属努尔丁。努尔丁在巩固边防、重点抗击法兰克人的同时，重视国内建设。他广建城墙、碉堡、城门、官邸、客店、医院以及清真寺、宗教学校和苏菲道堂等宗教建筑。在大马士革兴建一所努尔丁圣训学校，聘请著名的圣训学家伊本·阿萨基尔等专门讲授圣训学。在阿勒颇、霍姆斯、哈马和巴勒贝克等城市兴建清真寺附属的高等学校，采用巴格达尼采米亚大学的规章制度，为学生免费提供食宿，传授逊尼派教义和沙斐仪派教法学说，抵消什叶派在叙利亚地区的影响。在大马士革还创建有努尔丁医院，为兵士和贫寒者免费治疗，后发展成一所高等医学院，西亚各地的学生负笈来此学习。努尔丁所采取的内外政策巩固伊斯兰世界前哨阵地，1172年努尔丁逝世后，其子伊斯玛仪·麦利克·萨利赫（1172–1181在位）继位，因其年幼，由摩苏尔的伯父赛福丁·加齐保护，迁到大马士革。后法兰克人威胁伊斯玛仪退至阿勒颇。同年萨拉丁率军占领大马士革、哈马和霍姆斯，后逼进阿勒颇，强迫伊斯玛仪缔结和约，限其仅在阿勒颇行使权力，并宣布埃及独立。1181年，伊斯玛仪去世前将阿勒颇的权力交给其堂兄弟伊兹丁·麦斯欧德。

### 灭亡
1183和1185年，萨拉丁先后攻占阿勒颇和摩苏尔，赞吉王朝在叙利亚和美索不达米亚的各地领主臣服于阿尤布王朝。1262年赞吉后裔在各地的封建领主政权，被馬木路克王朝灭亡。

## 历任君主
摩苏尔总督
- 伊马德丁·赞吉一世（Imad ad-Din Zengi I），1127-1146在位
- 萨法丁·加齐一世（Saif ad-Din Ghazi I），1146-1149在位
- 库巴丁·马杜德（Qutb ad-Din Mawdud），1149-1170在位
- 萨法丁·加齐二世（Saif ad-Din Ghazi II），1170-1180在位
- 伊兹阿丁·麦萨德一世（Izz ad-Din Mas'ud），1180-1193在位
- 努尔丁·阿尔斯兰·沙阿一世（Nur ad-Din Arslan Shah I） 1193-1211在位
- 伊兹阿丁·麦萨德二世（Izz ad-Din Mas'ud II），1211-1218在位
- 努尔丁·阿尔斯兰·沙阿二世（Nur ad-Din Arslan Shah II），1218-1219在位
- 纳西尔丁·马哈茂德（Nasir ad-Din Mahmud），1219-1234在位
- 巴德尔丁·鲁鲁（Badr al-Din Lu'lu'），1234-1259在位

阿勒颇总督
- 伊马德丁·赞吉一世（Imad ad-Din Zengi I），1128-1146在位
- 努尔丁·马哈茂德（Nur ad-Din Mahmud），1146-1174在位
- 阿萨利赫·伊斯玛耳·马利克（As-Salih Ismail al-Malik），1174-1181在位
- 伊马德丁·赞吉二世（Imad ad-Din Zengi II），1181-1183在位

大马士革总督
- 努尔丁·马哈茂德（Nur ad-Din Mahmud），1154-1174在位
- 阿萨利赫·伊斯玛耳·马利克（As-Salih Ismail al-Malik），1174在位

辛贾尔总督
- 伊马德丁·赞吉二世（Imad ad-Din Zengi II），1171-1197在位
- 库巴丁·穆罕默德（Qutb ad-Din Muhammad），1197-1219在位
- 伊马德丁·沙阿（Imad ad-Din Shahanshah），1219-1220在位
- 扎兰丁·马哈茂德（Jalal ad-Din Mahmud），1219-1220在位
- 法塔丁·欧麦尔（Fath ad-Din Umar），1219-1220在位

贾兹拉总督
- 穆伊扎丁·桑贾尔·沙阿（Mu'izz ad-Din Sanjar Shah），1180-1208在位
- 穆伊扎丁·马哈茂德（Mu'izz ad-Din Mahmud），1208-1241在位
- 马哈茂德·马利克·扎希尔（Mahmud Al-Malik Al-Zahir），1241-1250在位